# Centre d'entraînement en forêt équatoriale
 (juin 2021).
Si vous disposez d'ouvrages ou d'articles de référence ou si vous connaissez des sites web de qualité traitant du thème abordé ici, merci de compléter l'article en donnant les références utiles à sa vérifiabilité et en les liant à la section « Notes et références ».

Le Centre d'entraînement en forêt équatoriale (CEFE) est un centre d'entraînement de l'armée de Terre française situé en Guyane.

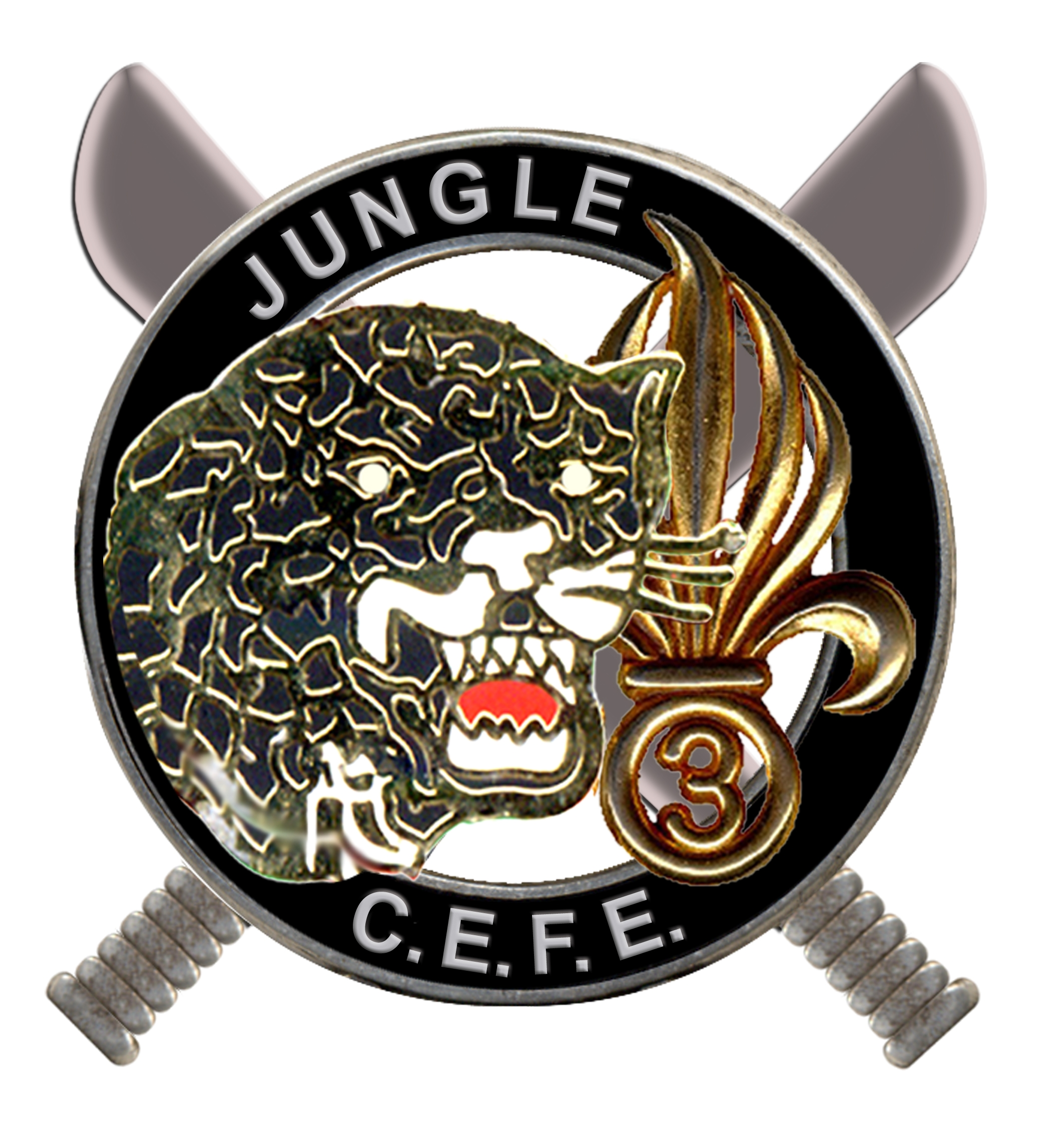
Insigne de poitrine du stage "Combat jungle"

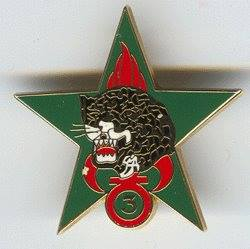
Insigne des éclaireurs jungle

Il est armé par un élément de la compagnie de commandement et des services du 3e régiment étranger d'infanterie. 
Son cantonnement a le nom de camp Adjudant Szuts à la mémoire d'un sous-officier du régiment, un des « Maréchaux de la Légion » mort au combat en Algérie en 1959. 
Le camp de base, où se déroule une partie de l'instruction s'étend sur 150 ha mais les unités en stage évoluent dans une zone d'environ 900 ha autour du camp.

## Localisation
Le camp est situé sur la commune de Régina, face au point de confluence du fleuve Approuague et de la rivière Mataroni, à 4 km au sud-ouest du bourg chef-lieu.

## Histoire
Le centre est créé le 22 septembre 1987 en tant que tel par le capitaine Bertrand Potier de Courcy[réf. nécessaire] et dépend de la compagnie de commandement et de soutien du régiment. L'Officier responsable du Centre se devait d'être titulaire du stage de formation en jungle brésilien de Manaus.

## Missions

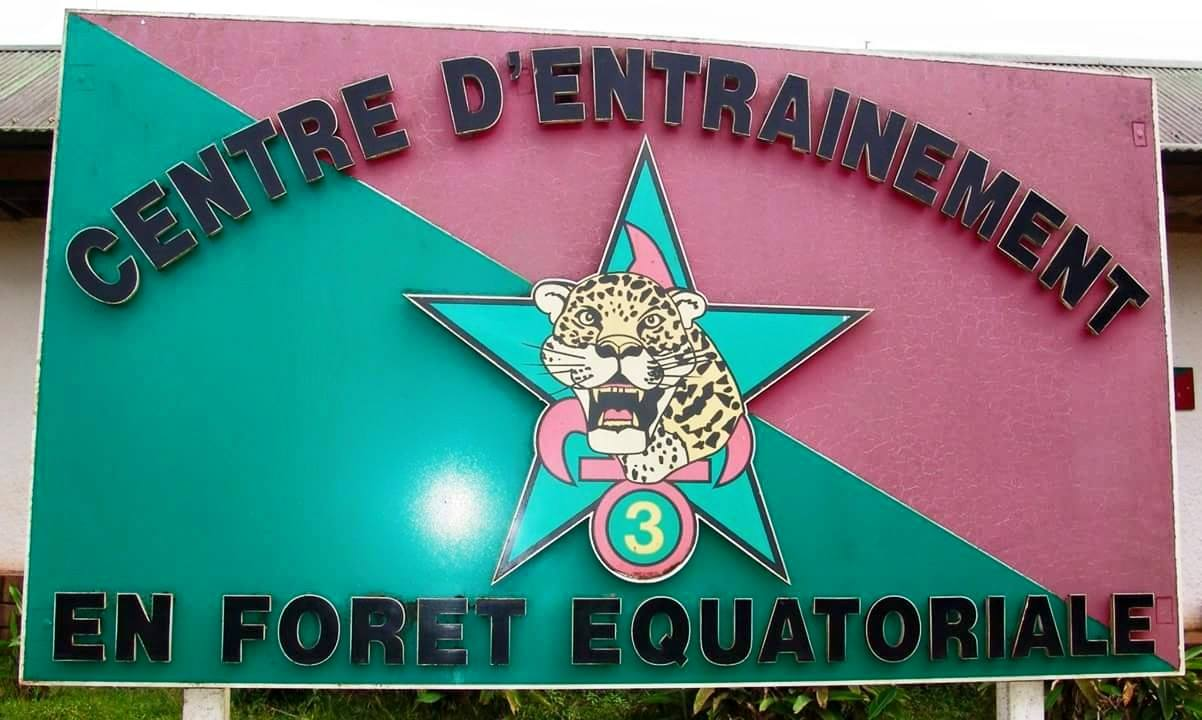
Entrée du camp Sutz à Regina

Les missions du centre sont multiples :
- Aguerrissement des unités en poste permanent dans le département (et notamment le 3e REI, mais aussi les unités en mission de courte durée (4 mois) aux spécificités du milieu.
- Préparation opérationnelle des unités chargées d'effectuer des opérations de contrôle des frontières et/ou de recherche des sites d'orpaillage illégaux
- Apprentissage du commandement en situation extrême pour les chefs amenés à conduire des unités en terrain hostile (le CEFE organise un stage international de chef de section jungle)
- Expertise et recherche dans les savoir-faire propres au milieu tropical

Le CEFE accueille aussi régulièrement des unités d'autres pays (Amérique du Sud mais aussi États-Unis, Pays-Bas, etc.) ainsi que des unités françaises venues spécialement sur place (École militaire interarmes, ESM de Saint-Cyr, forces spéciales, École de santé des armées, etc.)
Le CEFE forme environ 1 800 soldats par an.

### Stages
Il existe plusieurs types de stage organisés par le CEFE,
, dont certains peuvent se faire à la carte en fonction des besoins de l'unité stagiaire :
- stage chef de section combat forêt « JAGUAR » (former des chefs de section au combat en jungle, 8 semaines)
- stage chef de groupe combat forêt « OCELOT » (former des chefs de groupe au combat en jungle, 3 semaines)
- stage aguerrissement (aguerrir et commander, 2 semaines)
- stage combat (exercices tactiques de niveau groupe et section ouvert aux unités françaises expérimentées ainsi qu'aux unités étrangères, 1 à 2 semaines)
- stage spécialiste forêt équatoriale (SFE) (formation des techniques spécifiques au milieu, 4 semaines)
- stage aide-moniteur forêt (AMF) (prérequis : Spécialiste forêt équatoriale, 3 semaines)
- stage d'initiation à la vie en forêt équatoriale (SIVFE) (apprentissage de la vie en forêt équatoriale, 3 jours)
- stage tir (tir niveau groupe ou section, 1 semaine)
- stage survie (survie individuelle, collective ou tactique, 1 semaine)
- stage bucheron (former les bucherons des unités du 3e REI, 1 semaine)

## Organisation
Comme les autres centres de ce genre CECAP, CEC FOGA, la formation y est axée sur la rusticité, la condition physique et l'adaptation aux conditions climatiques, notamment aux conditions particulières à la forêt équatoriale.
Les militaires s'y entraînent à la pratique des pistes (type piste de risque) individuelles et collective dans un milieu hostile, au combat en jungle, à la manipulation des explosifs, au tir, au franchissement des cours d'eau, etc.

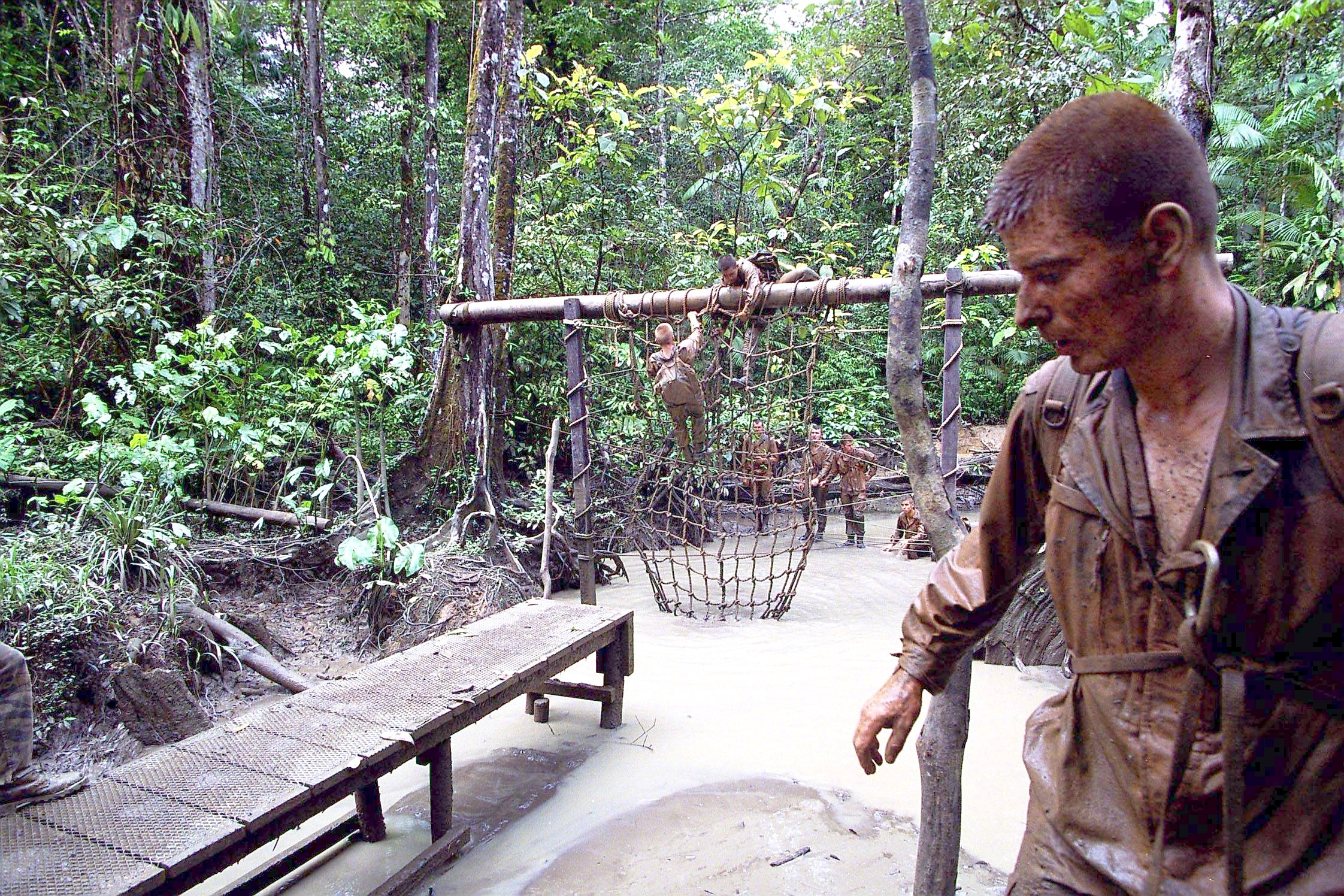
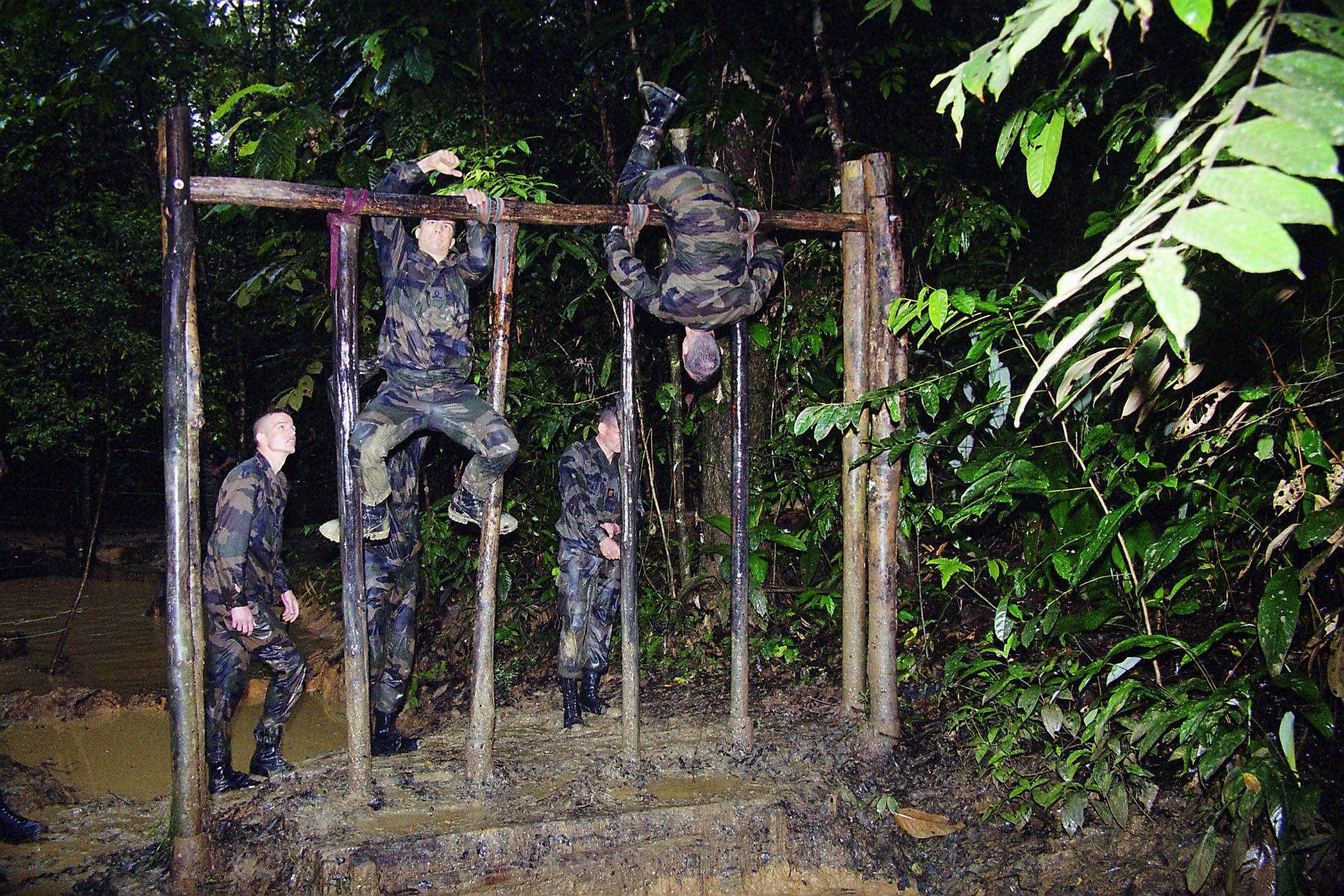
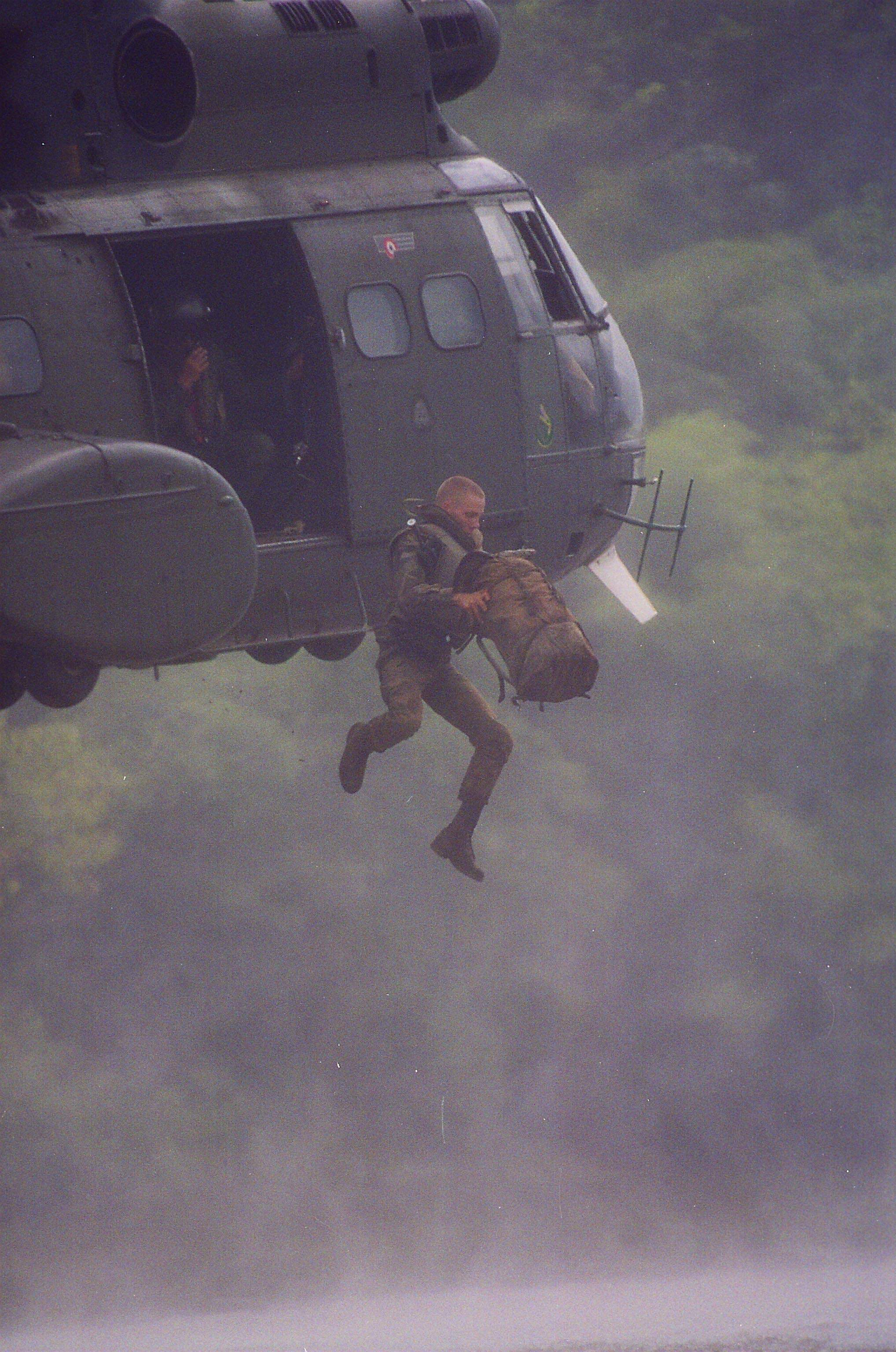
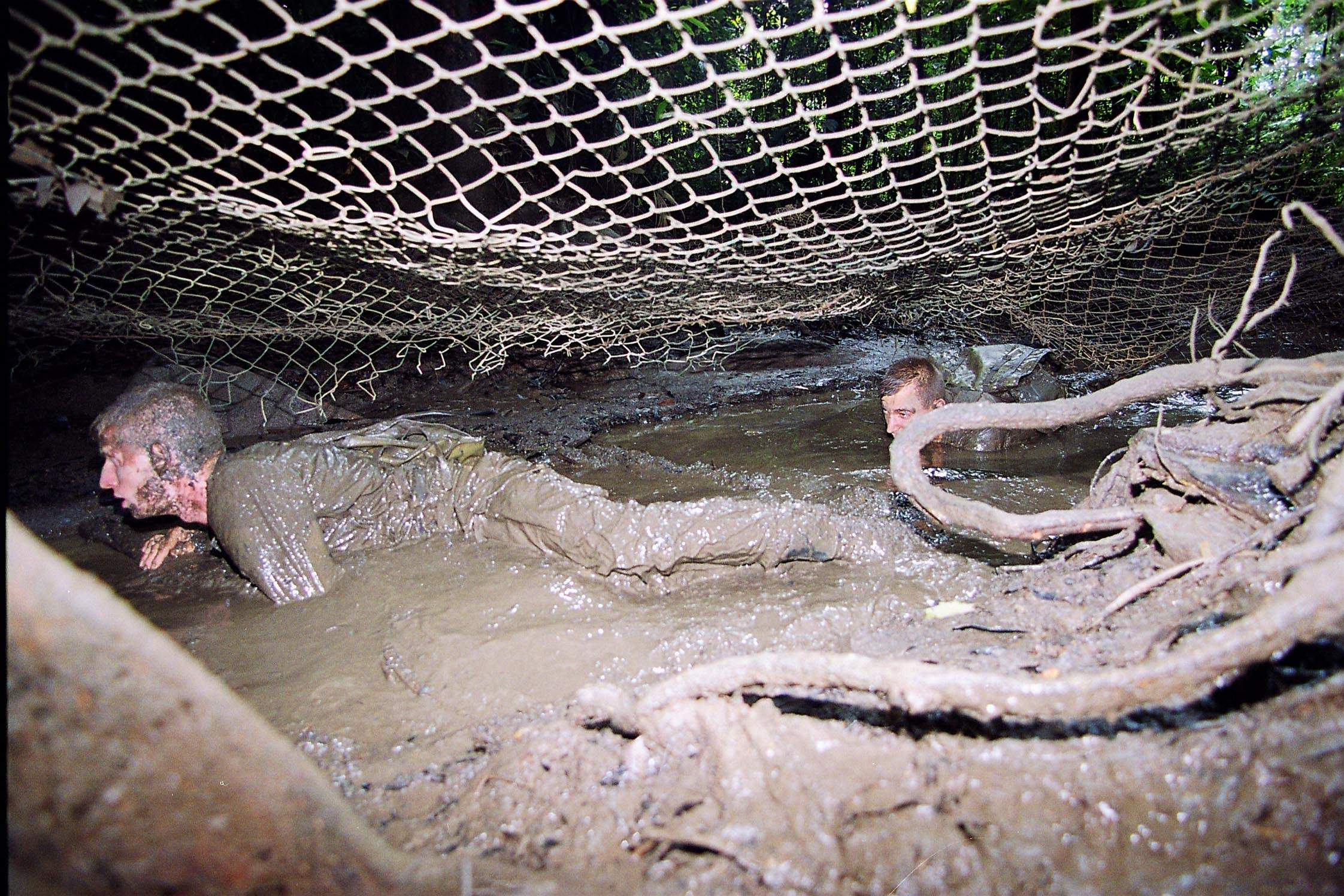
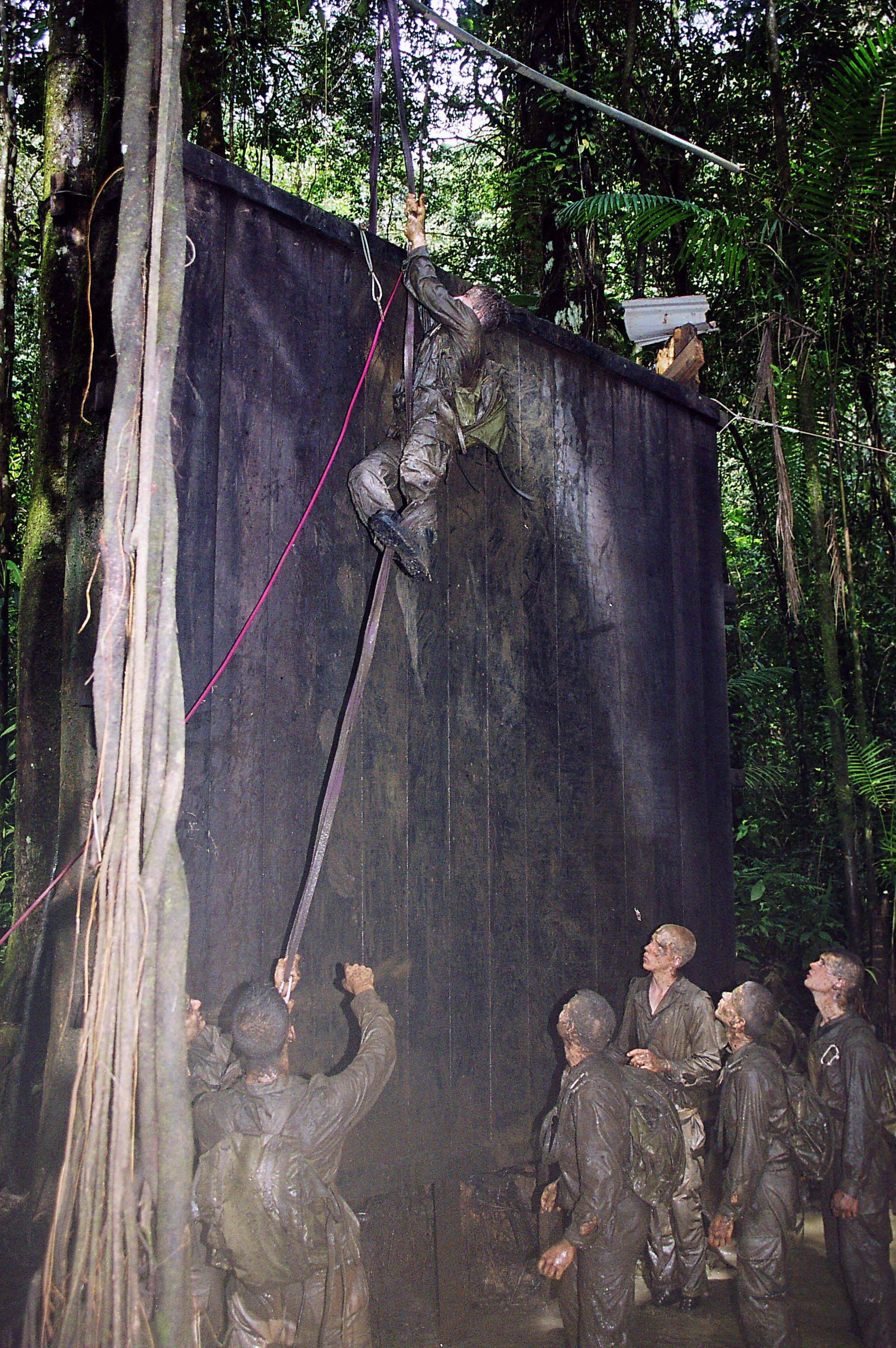
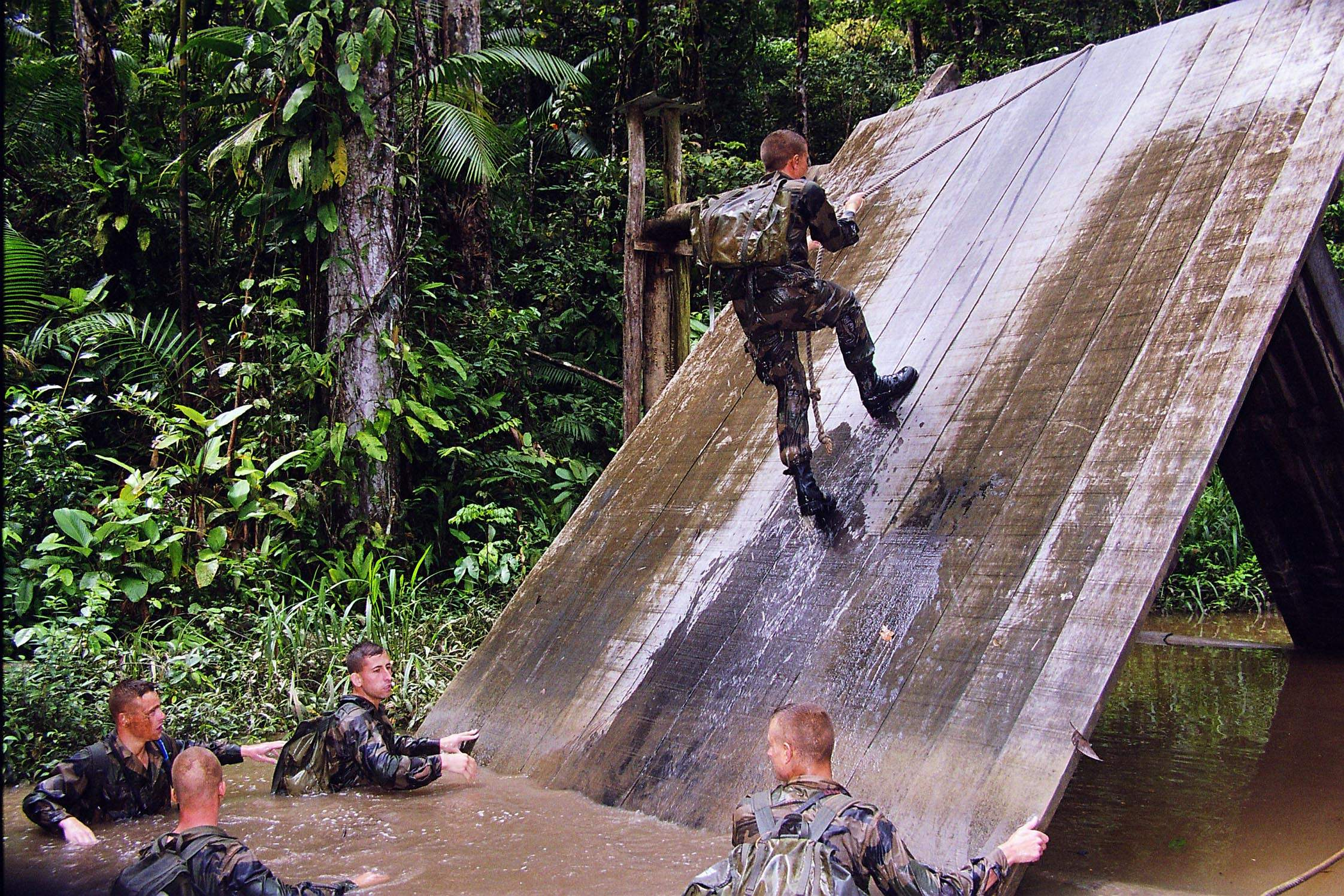